# Джеймстаун (Вісконсин)
Джеймстаун (англ. Jamestown) — місто (англ. town) в США, в окрузі Грант штату Вісконсин. Населення — 2181 особа (2020).

## Демографія
Згідно з переписом 2010 року, у місті мешкало 2076 осіб у 835 домогосподарствах у складі 621 родини. Було 858 помешкань
Расовий склад населення:
| - 99,1 % — білих - 0,4 % — азіатів |

До двох чи більше рас належало 0,2 %. Частка іспаномовних становила 0,9 % від усіх жителів.
За віковим діапазоном населення розподілялося таким чином: 22,7 % — особи молодші 18 років, 59,8 % — особи у віці 18—64 років, 17,5 % — особи у віці 65 років та старші. Медіана віку мешканця становила 44,7 року. На 100 осіб жіночої статі у місті припадало 103,3 чоловіків;  на 100 жінок у віці від 18 років та старших — 107,5 чоловіків також старших 18 років.
Середній дохід на одне домашнє господарство  становив 73 553 долари США (медіана — 67 589), а середній дохід на одну сім'ю — 83 241 долар (медіана — 77 500). Медіана доходів становила 51 711 долар для чоловіків та 36 810 доларів для жінок. За межею бідності перебувало 7,5 % осіб, у тому числі 13,6 % дітей у віці до 18 років та 11,6 % осіб у віці 65 років та старших.
Цивільне працевлаштоване населення становило 1078 осіб. Основні галузі зайнятості: освіта, охорона здоров'я та соціальна допомога — 22,5 %, виробництво — 14,9 %, сільське господарство, лісництво, риболовля — 10,9 %, будівництво — 7,3 %.